# Panimerus goodi
Panimerus goodi är en tvåvingeart som beskrevs av Vaillant och Toni M. Withers 1992. Panimerus goodi ingår i släktet Panimerus och familjen fjärilsmyggor.
Artens utbredningsområde är Irland. Inga underarter finns listade i Catalogue of Life.